# Andrés Sas
Andrés Sas Orchassal (París, 5 de abril de 1900 - Lima, 26 de agosto de 1967) fue un compositor y folclorista francés de ascendencia belga, radicado en el Perú desde 1924. 

## Biografía
André Sas nació en París pero fue criado en Bélgica. Su padre era belga y su madre francesa. Estudió ingeniería química y música, y a los 19 años decidió dedicarse exclusivamente a la música.
Sas estudió música en Bruselas en el Conservatorio Real. En 1915 obtuvo su primer premio en Teoría y Solfeo y con igual éxito estudió luego violín y música de cámara. Posteriormente viajó a París, donde recibió lecciones de Armonía y Contrapunto, Composición y Fuga, bajo la dirección de Maurice Imbert. De vuelta en Bruselas en 1923, fue profesor de violín en la escuela de música Forest.
En 1924, el gobierno peruano le contrató para enseñar en el Perú violín en la Academia de Música Alcedo, donde permanecería hasta 1927. Se estableció desde dicha fecha en el Perú. En 1929 contrajo matrimonio con la pianista peruana Lily Rosay (Margarita María Lucila Rosay), con quien fundó una academia de música en 1929, llamada Academia Sas-Rosay. La academia, en el distrito de Miraflores, tuvo reconocimiento oficial. Pasaron por la academia 1.285 alumnos, incluyendo a los compositores Cesar Bolaños y Édgar Valcárcel. La academia estuvo abierta hasta el año 1965. En 1951, Sas fue director del Conservatorio Nacional de Música. A lo largo de su vida se dedicó exhaustivamente a la investigación de la música folclórica peruana, música que influyó profundamente en sus trabajos compositivos.
Es autor además de un Curso de Gramática Musical (1935) y de numerosos ensayos sobre la música de los incas y la música colonial peruana. Uno de sus mejores ensayos fue «La Música Culta en América: Consideraciones Sobre su Estado Actual» (Revista Musical Chilena, n.º 11 y n.º 12, mayo y junio de 1946). En 1935 fundó la revista de música Antara.

## Obras

### Obra orquestal
- Himno al sol
- Himno y danza
- Poema Indio
- Rapsodia peruana para violín y orquesta
- Drama sinfónico Ollantay.

### Música de cámara
- Quenas para voz, flauta y arpa
- Sonatina india para flauta y piano
- Trabajos para violín y piano, piezas para piano, canciones

En 1941, la casa discográfica Columbia Records, de los Estados Unidos, editó el disco South American Chamber Music, que incluía una obra de Andrés Sas.

### Música para piano
- Aires y Danzas del Perú (1934)
- Suite Peruana (1935)
- Álbum de Geografía (1937)
- Himno y Danza (1942)
- Arrullo y Tondero (1948)
- Recuerdos ...para piano (1931)
- Cantos del Perú (1935)

### Obras musicológicas
- Cuatro melodías (canto), número 6 del Instituto Interamericano de Musicología, Editorial Cooperativa Interamericana de Compositores, 1941 (6 páginas).
- La música en la catedral de Lima durante el virreinato, Universidad Nacional Mayor de San Marcos, 1971 (280 páginas).
- Diccionario biográfico de los músicos que actuaron en su Capilla de Música, en la «Colección de documentos para la historia de la música en el Perú», de la Universidad Nacional Mayor de San Marcos, 1972 (232 páginas).